# ساتسوماسينداي (كاغوشيما)
مدينة ساتسوماسينداي (بالإنجليزية: Satsumasendai) هي أحد المدن التابعة لمحافظة كاغوشيما. تأسست رسميًا في 12/10/2004. ويقدر عدد سكانها بـ 100730 نسمة حسب تقدير مكتب الإحصاء الياباني لعام 2012. تبلغ مساحة ساتسوماسينداي 683.5 كم2. بكثافة سكانية تبلغ 147 نسمة/كم2.

## توأمة
لساتسوماسينداي (كاغوشيما) اتفاقيات توأمة مع:
- سوجو

## أعلام
- هيرويوكي هامادا
- نوزومي أوساكو
- تاكايوكي يامادا

## روابط خارجية
- الموقع الرسمي لمدينة ساتسوماسينداي نسخة محفوظة 20 أكتوبر 2004 على موقع واي باك مشين.
- مكتب الإحصاءات البريطاني